# Trzej muszkieterowie
Trzej muszkieterowie (fr. Les Trois Mousquetaires) – pierwsza część trylogii o czterech muszkieterach gwardii – Atosie, Portosie, Aramisie i d’Artagnanie. Kolejne części to Dwadzieścia lat później oraz Wicehrabia de Bragelonne. Akcja jest osadzona w pierwszej połowie XVII wieku we Francji i Anglii.
Jest jedną z najsłynniejszych powieści Aleksandra Dumasa oraz powieści płaszcza i szpady. Została wielokrotnie zekranizowana i przetłumaczona na wiele języków.
Utwór został pierwszy raz wydany w formie powieści w odcinkach w dzienniku Le Siècle w miesiącach marzec – lipiec 1844, a następnie w formie książkowej w tym samym roku przez wydawnictwo Baudry.

## Treść
Francja, rok 1625. Krajem rządzi Ludwik XIII, ale faktycznym władcą jest żądny władzy kardynał Richelieu. Osiemnastoletni Gaskończyk d’Artagnan opuszcza rodzinne Tarbes, by wstąpić do elitarnej formacji muszkieterów królewskich. Na pożegnanie otrzymuje od matki przepis na maść leczącą wszystkie rany, zaś od ojca szpadę, list polecający do kapitana muszkieterów de Tréville’a, a także polecenie, żeby pojedynkować się z każdym, kto go obrazi. W przydrożnej karczmie w miasteczku Meung zaczepia człowieka, który śmieje się z jego konia. Nieznajomy nie chce jednak walczyć i wysyła swoich ludzi, którzy biją d’Artagnana i łamią mu szpadę ojca. Tajemniczy człowiek kradnie chłopakowi list polecający do kapitana, po czym spotyka się z równie tajemniczą Milady. D’Artagnan przybywa do Paryża. Przychodzi do pana de Treville, by ten zrobił z niego muszkietera. Kapitan nie wierzy za bardzo chłopakowi, że jest on synem jego przyjaciela, przypomina także, że muszkieterami mogą zostać tylko ci, którzy odsłużą dwa lata w służbie królowi lub odznaczą się czymś niezwykłym. Muszkieterowie Portos i Aramis, a także później Atos, składają raport kapitanowi z wczorajszej burdy i walki z gwardzistami kardynała (wynik – zginęło dwóch muszkieterów i jeden gwardzista zabity przez Aramisa). Później d’Artagnan widzi przez okno człowieka z Meung, tego samego, co go pobił w karczmie. Wybiega za nim i wpada na Atosa (potrąca go w ranne ramię), Portosa (rozdziera mu pas i pokazuje, że nie był on cały ze złota) i Aramisa (ten deptał nogą chusteczkę od swej dawnej kochanki, d’Artagnan wskazał mu to i poniżył przed kolegami). Wszyscy trzej – jak się okazuje, wierni przyjaciele – wyzywają go na pojedynek.
Chłopak idzie bić się z Atosem (sekundantami Atosa są Portos i Aramis). Do walki jednak nie dochodzi, bo na miejscu pojedynku (notabene nielegalnego) pojawiają się członkowie konkurencyjnej jednostki gwardzistów kardynalskich pod dowództwem pana Jussac (który poprzedniego dnia pokonał muszkieterów w potyczce). Wywiązuje się starcie, w którym d’Artagnan bierze stronę swoich niedoszłych przeciwników i przyczynia się do pokonania kardynalistów. Dzięki temu osiągnięciu zdobywa prawo do wstąpienia w szeregi gwardzistów przygotowujących się do zostania muszkieterami oraz przyjaźń Atosa, Portosa i Aramisa.
Kardynał składa skargę na muszkieterów, ale de Treville broni swych podopiecznych. Król jest zainteresowany młodym d’Artagnanem i każe wezwać do siebie jego oraz jego trzech przyjaciół. Następnego dnia podczas meczu tenisa dochodzi wręcz do bitwy pomiędzy muszkieterami a ludźmi kardynała. Król jest oburzony na muszkieterów i jednocześnie zafascynowany młodym d’Artagnanem. Treville broni po raz kolejny swych podopiecznych z takim skutkiem, że król wzywa całą czwórkę do siebie i daje im w dowód uznania czterdzieści pistoli (przyjaciele dzielą je równo na cztery części) i przyjmuje d’Artagnana do pałacowej gwardii (chłopak ma odsłużyć dwa lata i zostanie muszkieterem). D’Artagnan wynajmuje służącego imieniem Planchet i zamieszkuje w gospodzie pana Bonacieux. Chce dowiedzieć się czegoś o swoich przyjaciołach, bardzo zresztą tajemniczych. Planchet zaprzyjaźnia się z Grimaudem (służącym Atosa), Mousquetonem (służącym Portosa) i Bazinem (służącym Aramisa), jednak nie dowiaduje się zbyt wiele o ich panach.
Rok 1626. D’Artagnan rozmawia z panem Bonacieux, który zwierza mu się, że jego żona Konstancja, pokojówka i osobista przyjaciółka królowej Anny Austriaczki, zostaje porwana przez człowieka, którego ściga d’Artagnan – nieznajomego z Meung. Chwilę później pan Bonacieux zostaje aresztowany. Innej nocy chłopak ratuje uciekającą przed gwardzistami Konstancję. Kobieta (trzydzieści lat młodsza od męża) zawraca Gaskończykowi w głowie. Chłopak ukrywa ją w swoim pokoju i idzie do Luwru, gdzie sprowadza człowieka, który zabiera Konstancję i radzi chłopakowi, by zapewnił sobie alibi na dzisiejszą noc. D’Artagnan odwiedza więc de Treville’a i przestawiwszy mu czas na zegarze wyrabia sobie alibi. Wracając, przypadkiem widzi, jak Konstancja wybiera się do domu Aramisa, gdzie otrzymawszy znak chusteczką, odchodzi w swoją stronę. D’Artagnan śledzi panią Bonacieux, która szybko rozpoznaje go i błaga, by nie chodził za nią, gdyż rozgrywa się tu bardzo ważna sprawa. Gaskończyk obiecuje jej, że nie będzie jej śledzić, ale niechcący znowu się na nią natyka i widzi, jak wyprowadza z domu Aramisa jakiegoś mężczyznę w płaszczu muszkietera – mężczyzna ten przypomina Aramisa. Ogarnięty zazdrością Gaskończyk idzie za nimi i naciera na adoratora, którym okazuje się być George Villiers książę Buckingham, premier Anglii. D’Artagnan przeprasza Anglika i osobiście z Konstancją eskortuje premiera do pałacu, gdzie spotyka się on z królową Anną Austriaczką, żoną Ludwika XIII. Zakochani rozmawiają chwilę i żegnają się czule (książę bowiem musi wracać do swego kraju). Królowa prosi księcia, by wrócił do Anglii i daje mu w prezencie dwanaście diamentowych zapinek, które król podarował jej kiedyś na urodziny. Buckingham wraca do Anglii.
Richelieu aresztuje pana Bonacieux. Najpierw straszy go torturami, każe zatrzymać w Bastylii, po czym zaprasza do siebie. Chwilę później otrzymuje raport od człowieka z Meung (raport dotyczy schadzki księcia Buckingham z królową), wysyła posłanie do Milady, swego szpiega, by ta ukradła dwie zapinki księciu. Wypuszcza pana Bonacieux, rzekomo przepraszając go i czyniąc tym samym szpiegiem swojej żony. Jednocześnie w Bastylii przebywa Atos (d’Artagnan bowiem owej feralnej nocy wysłał Plancheta, by sprowadził jego przyjaciół muszkieterów, gdyż spodziewał się, iż kardynał może przysłać nowych żołnierzy po Konstancję). Muszkieter został aresztowany w domu pana Bonacieux jako d’Artagnan i dopiero interwencja pana de Treville u samego króla przyczynia się do jego uwolnienia. Richelieu jest wściekły, że muszkieterom znowu się upiekło. Zaczyna podjudzać Ludwika XIII przeciwko jego żonie. Król, dowiadując się, że królowa pisze list, wysyła kanclerza i każe mu ją zrewidować, jednak przy niej jest tylko list do brata, króla Hiszpanii. Ludwik chce przeprosić żonę, Richelieu doradza mu, żeby wydał bal, na którym królowa wystąpi z diamentami. Anna Austriaczka jest w niebezpieczeństwie. Jej honor, a także pokój Anglii z Francją wiszą na włosku.
Za radą Konstancji królowa pisze list do księcia Buckingham. Konstancja chce powierzyć pismo swemu mężowi, ten deklaruje się jednak jako sługa kardynała. Z pomocą przychodzi d’Artagnan, który zgadza się zawieźć list. Chwilę później on i Konstacja cudem unikają aresztowania, którego miał dokonać wezwany przez pana Bonacieux człowiek z Meung. D’Artagnan musi się spieszyć. Prosi o pomoc pana de Treville, który daje chłopakowi przepustkę dla niego oraz Atosa, Portosa i Aramisa. Muszkieterowie i ich służący ruszają w drogę. Po drodze zostają jednak brutalnie rozdzieleni: Portos wdaje się w bójkę ze stronnikiem kardynała i przegrywa. Przydrożni robotnicy strzelają do muszkieterów i trafiają Aramisa i Mousquetona (który teraz ranny wraca do rannego pana). Aramis zostaje w przydrożnym zajeździe z Bazinem. Atos zaś zostaje oskarżony o fałszowanie monet przez karczmarza, którego ludzie kardynała wprowadzili w błąd. Atos bije się więc z żandarmami, więc d’Artagnan i Planchet muszą jechać sami. By przepłynąć morze potrzebny jest jednak glejt podpisany osobiście przez Richelieu. Gaskończyk pokonuje w pojedynku sługę kardynała – hrabiego de Wardes i zabiera mu glejt. Dociera do Anglii i spotyka się z księciem. Ten odkrywa brak dwóch zapinek, jakie ukradła mu podczas balu hrabina de Winter (czyli Milady) – kobieta owa tańczyła z księciem na balu i nożyczkami odcięła mu dwa diamenty, które książę nosił na ubraniu. Złotnik księcia dorabia szybko dwie dodatkowe zapinki, więc d’Artagnan i Planchet docierają do królowej na czas.
Na balu królowa zjawia się bez diamentów, tłumacząc się, że bała się je zgubić. Król każe jej natychmiast wrócić z diamentami. Richelieu pokazuje królowi dwie zapinki i sugeruje, że królowa je zgubiła. Anna Austriaczka ma jednak wszystkie na sobie. Kardynał tłumaczy się tym, że chciał je ofiarować królowej. D’Artagnan dostaje od królowej pierścień. Ma także mieć następnego dnia schadzkę z Konstancją, ta jednak zostaje porwana. Porywaczami są człowiek z Meung i pan Bonacieux. Zrozpaczony d’Artagnan odwiedza po kolei Portosa (który kuruje się z ran), Aramisa (który wydobrzał i chce zostać księdzem, ale dowiedziawszy się, że jego ukochana nadal się nim interesuje, porzuca te plany) oraz Atosa (który karze karczmarza, zamykając się w piwnicy ze swym sługą Grimaudem i wypijając mu wino – tym samym blokując piwnicę przed gośćmi). Atos i d’Artagnan piją. Pijany Atos opowiada Gaskończykowi historię swego przyjaciela, wielkiego pana, który ożenił się z piękną dziewczyną, ale gdy okazało się, że ta ma na ramieniu piętno lilii, którym piętnowano złodziejki i ladacznice, własnoręcznie wiesza ją na drzewie. D’Artagnan domyśla się, że Atos opowiedział swoją własną historię.
Atos i d’Artagnan spotykają w karczmie lorda de Winter (Anglika) i zaprzyjaźniają się z nim. We dwoje wracają do Paryża, po drodze zabierają Portosa i Aramisa. D’Artagnan dowiaduje się, że został już formalnie muszkieterem. W kościele d’Artagnan i Portos widzą piękną damę. Jest to lady Clarick, zwana też Milady de Winter, bratowa lorda de Winter, którego muszkieterowie już poznali. D’Artagnan zakochuje się w Milady. Podczas mszy Portos na złość swej kochance, która będąc zazdrosna nie udzieliła mu pomocy pieniężnej, gdy ten się kurował, podaje wodę święconą Milady, która robi piorunujące wrażenie na Gaskończyku. D’Artagnan jedzie za nią i staje w jej obronie, kiedy lord de Winter krzyczy na nią. Kończy się to pojedynkiem Gaskończyka z lordem – wygrywa ten pierwszy. Lord zaprasza d’Artagnana do domu swego i Milady. Wkrótce wyjeżdża, zaś Milady uwodzi d’Artagnana. Tymczasem Portos romansuje z bogatą prokuratorową Coquenard, która raz nawet zaprasza go na obiad, przedstawiając go mężowi jako swego kuzyna.
D’Artagnan dowiaduje się, że Milady romansuje jednocześnie z hrabią de Wardes – mówi mu to zakochana w Gaskończyku służąca Milady – Ketty. Z jej pomocą przechwytuje listy od Milady do hrabiego, i w nocy zastępuje go, dostając polecenie zabicia d’Artagnana – w zamian za to otrzymuje pewien piękny pierścień, który Atos rozpoznaje jako swój rodowy skarb. Atos radzi przyjacielowi dać sobie spokój z Milady, on jednak nie może przestać. D’Artagnan pisze do Milady jako de Wardes i obraża ją w tym liście. Milady wzywa do siebie chłopaka i spędzając z nim upojną noc namawia go, by zabił hrabiego de Wardes. Gaskończyk przyznaje się do oszustwa, Milady szarpie się z nim i wówczas ten widzi na jej ramieniu czarną lilię. Ucieka przed nią i jej nożem do Atosa – pomaga mu w tym Ketty. Okazuje się, że Milady to w rzeczywistości nie tylko szpieg kardynała Richelieu, ale również żona Atosa. Ketty ucieka od swej pani do d’Artagana i prosi go, by ją ukrył. Umożliwia mu to Aramis, który umieszcza dziewczynę u jednej ze swych przyjaciółek, która potrzebowała służącej.
Tymczasem jest rok 1627. D’Artagnan postanawia wyjechać z innymi muszkieterami pod La Rochelle (twierdzy protestanckiej, którą oblegał król i kardynał). Muszkieterowie więc szykują się do wojny. Potrzebują jednak ekwipunku. Aramis i Portos zdobywają go dzięki pieniądzom swoich kochanek, Atos i d’Artagnan zaś za pomocą pierścienia, który odzyskał chłopak (Atos sprzedał pierścień Żydowi i zdobył ekwipunek dla siebie i przyjaciela). Richelieu wzywa d’Artagnana do siebie i proponuje mu służbę w swojej gwardii – chłopak odmawia. Tego samego dnia, ale nieco wcześniej, d’Artagnana mija powóz królewski, z którego wysuwa się twarz Konstancji – d’Artagnan więc wie już, że jego ukochana żyje. Na froncie dwaj zbóje udający żołnierzy chcą zabić d’Artagnana. Okazuje się, że nasłała ich Milady. Dwa zamachy z ich udziałem się nie powodzą – za pierwszym razem chłopak ucieka, za drugim zabija jednego z nich, a drugiego bierze do niewoli. Wkrótce d’Artagnan dostaje kilka butelek wina od Atosa, Portosa i Aramisa. Cała trójka wkrótce przyjeżdża – okazuje się, że nie wysyłali oni wcale wina. Wino to było zatrute, przysłała je Milady. Zbój złapany przez d’Artagnana wypija je i umiera.
Richelieu jedzie do oberży „Pod Czerwonym Gołębnikiem”. Eskortują go tam Atos, Portos i Aramis. Poprzez rurę od pieca podsłuchują oni rozmowę kardynała z Milady de Winter. Ma ona przekonać księcia Buckingham, by nie wspierał protestanckich buntowników z La Rochelle. Jeśli odmówi, ma go zabić. Milady żąda w zamian za wykonanie zadania glejtu, jaki jej pozwoli zabić d’Artagnana i Konstancję (którą królowa wydostała z rąk kardynała i ukryła w klasztorze). Kardynał podpisuje pismo, w którym daje nieograniczone pełnomocnictwo jego okazicielowi. Atos spotyka się z Milady (która rozpoznaje w nim swego męża, hrabiego de La Fere) i grozi jej śmiercią, jeśli skrzywdzi d’Artagnana, i zabiera jej glejt, jako argumentu używając pistoletu. Potem, podczas oblężenia, zakłada się z innymi żołnierzami, że on i jego przyjaciele utrzymają bastion św. Gerwazego aż do południa. Tak więc czterej muszkieterowie i Grimaud bronią bastionu, jedzą tam śniadanie i wytrzymują do południa. Atos przekazuje glejt d’Artagnanowi. Chłopak chce ostrzec księcia. Zastawia pierścień od królowej i wysyła list do lorda de Winter oraz do Marii Michon, „kuzynki” Aramisa, która nie tylko zgadza się ostrzec królową, ale także zdradza miejsce ukrycia Konstancji – jest nim klasztor w Bethune, gdzie kobieta zostaje umieszczona jako nowicjuszka. Przyjaciele chcą po nią jechać. Czekają jednak na pozwolenie, by mogli ją odebrać z klasztoru. Wkrótce przychodzi ono przysłane przez Marię Michon.
Milady płynie do Anglii, ale lord de Winter (który wie o jej misji, a także o tym, że Milady otruła jego brata, a swojego męża, starszego lorda de Winter) zamyka ją w swym zamku. Milady w ciągu pięciu dni niewoli uwodzi pilnującego ją oficera, Johna Feltona, udaje nawet przed nim, że chce się zabić i wmawia mu, że książę Buckingham to zdrajca protestanckiej sprawy, a także człowiek występny, który ją porwał, więził, zgwałcił i kazał wypalić na ramieniu lilię. Felton uwalnia Milady i dokonuje zamachu na księcia, raniąc go ciężko nożem (tym samym, którym wcześniej zraniła się Milady). Chwilę później Buckingham dostaje list od królowej z ostrzeżeniem o zamachu. Odsyła jej szkatułkę na dwanaście diamentowych zapinek (poprzednio, odsyłając diamenty zachował szkatułkę) z dwoma listami od niej oraz nożem, którym ugodził go Felton, po czym umiera.
Milady ucieka do Francji i kryje się we wsi Bethune. W tamtejszym klasztorze karmelitanek spotyka Konstancję. Udając wroga kardynała, zdobywa jej zaufanie. Dowiaduje się, że d’Artagnan ma wkrótce po nią przybyć. Potem Milady spotyka się z agentem kardynała, hrabią Rochefort (jest to ów tajemniczy człowiek z Meung, którego szuka d’Artagnan). Zdaje mu raport dla Richelieu i wyznaje plan zemsty na muszkieterach. Prosi hrabiego, by odesłał jej swój powóz, a także pisze mu na kartce miejsce, gdzie będzie na niego czekać. Rochefort jednak gubi kartkę, która wpada w ręce d’Artagnana, gdy ten wraz z Atosem, Portosem i Aramisem jadą po Konstancję. Tymczasem Milady wmawia Konstancji, że ludzie Richelieu przebrani za muszkieterów przybędą tu, by ją zabić. Gdy Konstancja widzi d’Artagnana i jego przyjaciół, jest tak przerażona, że nie może się ruszyć z miejsca. Milady, widząc, że nie zdoła jej uprowadzić, truje ją trucizną ze swego pierścienia, po czym ucieka. Konstancja umiera w rękach ukochanego. D’Artagnan, Atos, Portos i Aramis, do których przyłącza się lord de Winter, ruszają w pościg za Milady. Po drodze Atos zabiera kata z Bethune. Okazuje się, że to były kat z Lille, który ją kiedyś napiętnował. Cała szóstka dopada występną kobietą (znajdują ją dzięki karteczce, jaką zgubił Rochefort) i za jej zbrodnie wydaje na nią wyrok – śmierć. Kat z Lille wykonuje wyrok tym chętniej, że Milady kiedyś uwiodła i doprowadziła do śmierci jego brata, młodego księdza. Milady szykuje się na śmierć. Próbuje jeszcze przekupić służących, liczy również na pomoc d’Artagnana, który jeszcze coś do niej czuł i chciał ją ratować, ale twarda postawa Atosa sprawiła, że zrezygnował z tego. Milady zostaje przewieziona na drugi brzeg rzeki Lys i ścięta.
Muszkieterowie wracają do obozu. Richelieu chce ich śmierci za zabicie Milady, ale d’Artagnan ratuje wszystkich i siebie glejtem, jaki kardynał dał Milady. Richelieu daje więc chłopakowi nominację na porucznika. Ten chce ją oddać któremuś z trzech muszkieterów, każdy z nich jednak odmawia. D’Artagnan zostaje porucznikiem. Portos żeni się z owdowiałą prokuratorową Coquenard i opuszcza wojsko. Aramis występuje z wojska i zostaje księdzem – wstępuje do zakonu jezuitów. Planchet opuszcza d’Artagnana i wstępuje do wojska, gdzie zdobywa stopień sierżanta. Twierdza La Rochelle zostaje zdobyta. D’Artagnan poznaje hrabiego Rocheforta i trzykrotnie się z nim pojedynkuje, za każdym razem go raniąc. Po trzecim starciu zostają przyjaciółmi. Pan Bonacieux naraża się poważnie kardynałowi i ląduje w Bastylii.

## Kontekst historyczny
Dumas dosyć wiernie oddaje stosunki panujące na dworze królewskim: rywalizację między Ludwikiem XIII i kardynałem Richelieu o wpływy i władzę, nienawiść kardynała do królowej, wrogość między konkurencyjnymi formacjami muszkieterów kardynalskich i królewskich. Wizerunki króla i kardynała są jednak uproszczone – czytelnicy nie dowiadują się o dyplomatycznej skuteczności Richelieu i jego sukcesach politycznych, człowiek ten ukazany jest przede wszystkim jako bezwzględny intrygant pozbawiony wszelkich moralnych hamulców. Dumas nadmiernie podkreślił też słabość króla oraz jego skomplikowane stosunki z małżonką. Stosunkowo najbliższa rzeczywistości jest Anna Austriaczka, choć i ona podlega idealizacji (podkreślana jest jej wielka uroda, duma i honor). Autentyczni są przyjaciółka królowej de Chevreuse, kapitan de Treville (Jean du Peyrer hrabia de Treville) oraz John Felton.

### Pierwowzory bohaterów fikcyjnych
Czwórka muszkieterów luźno oparta jest na następujących osobach:
- D’Artagnan – Charles de Batz de Castelmore d’Artagnan. Muszkieter królewski, działający jednak w czasach późniejszych niż bohater literacki (miał 15 lat w czasie oblężenia La Rochelle).
- Atos – Armand de Sillègue d’Athos d’Autevielle
- Portos – Isaac de Portau
- Aramis – Henri d’Aramitz

Całkowitym wytworem wyobraźni autora są natomiast Milady de Winter oraz Rochefort, czołowi agenci kardynała i zarazem antagoniści czwórki muszkieterów.

## Źródła „Trzech muszkieterów”
Pomysł powieści narodził się po lekturze pamiętników gaskońskiego muszkietera Charlesa de Batza, późniejszego pierwowzoru d’Artagnana. Dumas wykorzystał z nich wiele autentycznych epizodów oraz szczegółów codziennego życia królewskich żołnierzy, chociaż przeniósł całą akcję w czasie w bardziej dramatyczny okres w historii Francji. Dumas korzystał również z innych pamiętników z epoki oraz z rad swojego stałego współpracownika, historyka Augusta Maqueta.

## Recepcja i znaczenie utworu
„Trzej muszkieterowie” odnieśli natychmiastowy sukces, który zaowocował powstaniem teatralnej adaptacji oraz trzech tłumaczeń na język angielski już w 1846. Powstały również liczne utwory pisarzy mniejszej rangi, którzy otwarcie nawiązując do „Trzech muszkieterów” (głównie poprzez kontynuację fabuły), także mieli nadzieję na odniesienie sukcesu.
Dumas w istotny sposób przyczynił się do popularyzacji specyficznego typu powieści historycznej, ukazującego losy fikcyjnego bohatera na tle wiernie przedstawionych wydarzeń historycznych. Stworzył również nowy wariant bohatera pozytywnego – odważnego, szlachetnego, lecz stale wikłającego się w kłopoty przez zły zbieg okoliczności lub też z powodu zbytniej brawury. Do legendy przeszła dewiza muszkieterów – „jeden za wszystkich, wszyscy za jednego”. Dzieło było kilkadziesiąt razy przenoszone na ekran.
Oprócz tłumaczeń pełnej wersji oryginału w języku polskim powstały także wersje skrócone, zawierające około połowy pierwotnej treści, publikowane bez informacji o modyfikacji treści.
Z powieści została również zaczerpnięta nazwa „paktu Muszkieterów” – wysuniętego przez Polskę w 2006 roku projektu porozumienia w sprawie bezpieczeństwa energetycznego Europy o wzajemnych gwarancjach dostaw energii. Odnosiła się ona do dewizy „jeden za wszystkich, wszyscy za jednego”.

## Wybrane dzieła literackie nawiązujące do fabuły powieści
W kolejności chronologicznej:
- Anicet Dumanoir, Porthos à la recherche d’un équipement, 1845
- Auguste Blanquet Les Amours de d’Artagnan, 1858
- Albert Maurin, Les Véritables Mémoires de d’Artagnan, 1874
- Roger Nimier, D’Artagnan amoureux, 1970
- Le fils de Porthos (sztuka teatru Ambigu)
- Yak Rivais, Milady mon amour, 1986
- Nicolas Harin, Le Retour des trois mousquetaires, 1997
- Martin Winkler, Les Trois Médecins, 2006

## Ekranizacje
- Trzej muszkieterowie – niemy film z 1921 roku w reżyserii Henri Diamant-Bergera
- Trzej muszkieterowie – niemy film z 1921 roku w reżyserii Freda Niblo
- Trzej muszkieterowie – film z 1922 roku w reżyserii Maxa Lindera
- Trzej muszkieterowie – film z 1933 roku w reżyserii Henri Diamant-Bergera
- Trzej muszkieterowie – film z 1935 roku w reżyserii Rowlanda V. Lee
- Trzej muszkieterowie – film z 1939 roku w reżyserii Allana Dwana
- Trzej muszkieterowie – film z 1948 roku w reżyserii George’a Sidneya
- Trzej muszkieterowie – film z 1953 roku w reżyserii André Hunebelle’a
- Trzej muszkieterowie – serial animowany z lat 1968–1973
- Trzej muszkieterowie – film telewizyjny z 1969 roku
- Trzej muszkieterowie – film animowany z 1973 roku
- Trzej muszkieterowie – film z 1973 roku w reżyserii Richarda Lestera
- D’Artagnan i trzej muszkieterowie – miniserial telewizyjny produkcji radzieckiej z 1978 roku
- D’Artagnan i trzej muszkieterowie – serial animowany produkcji japońsko-hiszpańsko-brytyjskiej z 1981 roku
- Trzej muszkieterowie – film animowany z 1986 roku
- Zadziwiające przygody muszkieterów – film animowany z 1987 roku
- Trzej muszkieterowie – film z 1993 roku w reżyserii Stephena Hereka
- Skarbczyk najpiękniejszych bajek (Trzej muszkieterowie – odcinek 19) – japoński serial animowany z 1995 roku
- D’Artagnan – amerykański film z 2001 roku
- D’Artagnan i trzej muszkieterowie – francuski film z 2005 roku
- Trzej muszkieterowie – film z 2011 roku w reżyserii Paula W.S. Andersona
- Muszkieterowie – serial BBC z 2014 roku w reżyserii Toby’ego Haynesa
- Trzej muszkieterowie: D’Artagnan – film z 2023 w reżyserii Martina Bourboulona